# Adrian Carton de Wiart
Adrian Paul Ghislain Carton de Wiart (Brussel, 5 mei 1880 – County Cork, 5 juni 1963) VC, KBE, CB, CMG, DSO was een Belgisch-Ierse officier in het Britse leger. 
Hij diende in de Tweede Boerenoorlog en gedurende beide wereldoorlogen. Hij liep schotwonden op in het gezicht, hoofd, buik, enkel, been, heup en oor; overleefde een vliegtuigongeluk; kroop via een tunnel uit een krijgsgevangenkamp en beet zijn eigen vingers af toen een dokter weigerde ze te amputeren.
De Belgische premier Henri Carton de Wiart was zijn neef.

## Voor de Eerste Wereldoorlog
Carton de Wiart was de oudste zoon van een Belgische magistraat en zijn Ierse vrouw. Na de dood van zijn moeder verhuisde het gezin naar Egypte, waar zijn vader werkte voor de Egyptische regering. Eenmaal oud genoeg werd hij op kostschool in Engeland gestuurd, waarna hij zijn studies aan het Balliol College begon.
Bij het uitbreken van de Tweede Boerenoorlog in 1899 ging hij in het Britse leger. In Zuid-Afrika liep hij de eerste van zijn vele oorlogswonden op, waarna hij terug naar huis werd gestuurd. Hij werd gepromoveerd tot tweede luitenant bij de cavalerie. In 1908 trouwde hij met de Oostenrijkse gravin Frederika Fugger von Babenhausen (1887-1949), met wie hij twee dochters kreeg.

## Eerste Wereldoorlog
Aan het begin van de Eerste Wereldoorlog kwam hij terecht in Brits-Somaliland, waar hij vocht tegen plaatselijke rebellen. Tijdens een aanval op een vijandelijk fort verloor hij zijn linkeroog, waarna hij voor de rest van zijn leven zijn bekende ooglapje droeg. Vanaf 1915 diende hij aan het Westfront, waar hij maar liefst zeven keer gewond raakte en zijn linkerhand verloor. In 1916 won hij het Victoria Cross, de hoogste Britse onderscheiding. Tegen het einde van de oorlog was hij gepromoveerd tot luitenant-kolonel en voerde hij het bevel over een infanteriebrigade.
Na de oorlog leidde hij een militaire missie in het pas onafhankelijk geworden Polen, en raakte bevriend met de Poolse leider Józef Piłsudski. In 1923 verliet hij het leger, maar bleef in Polen en spendeerde een groot deel van zijn vrije tijd met jagen. Over de oorlog zei hij ``Frankly I had enjoyed the war.''

## Tweede Wereldoorlog
Een paar maanden voor de Tweede Wereldoorlog riep de Britse regering hem op, en werd hij de Britse militaire gezant in Polen met de rang van generaal-majoor. Na de inval van Duitsland vluchtte hij samen met de Poolse regering naar Roemenië, en keerde met een vals paspoort terug naar Engeland. Daar kreeg hij het bevel over de 61ste Infanteriedivisie.
Kort voor de Duitse inval werd hij naar Joegoslavië gestuurd, maar zijn vliegtuig stortte neer in de Middellandse Zee. Hij kon zich redden door naar de Libische kust te zwemmen, maar werd gevangengenomen door de Italianen. Gedurende zijn twee jaren als krijgsgevangene ondernam de zestigplusser meerdere ontsnappingspogingen. Hij werd vrijgelaten na de Italiaanse overgave in 1943, en gepromoveerd tot luitenant-generaal. Later datzelfde jaar was hij samen met premier Winston Churchill aanwezig op de Conferentie van Caïro. De rest van de oorlog diende hij in Azië. Bij zijn terugkeer naar huis raakte hij een laatste keer gewond toen hij een val maakte en zijn rug brak. Hij maakte echter een goed herstel en keerde voor een tijdje terug naar zijn geboorteland.

## Na de Tweede Wereldoorlog
Carton de Wiart ging met pensioen in 1947. Na de dood van zijn eerste vrouw in 1949 hertrouwde hij met de 20 jaar jongere Joan McKechnie (1903-2006). In 1951 bracht hij zijn memoires uit.
Daarin schreef hij, ondanks al zijn verwondingen onder meer:
Eerlijk gezegd heb ik van de oorlog genoten ... en waarom willen mensen vrede, terwijl oorlog zo leuk is— Adrian Carton de Wiart

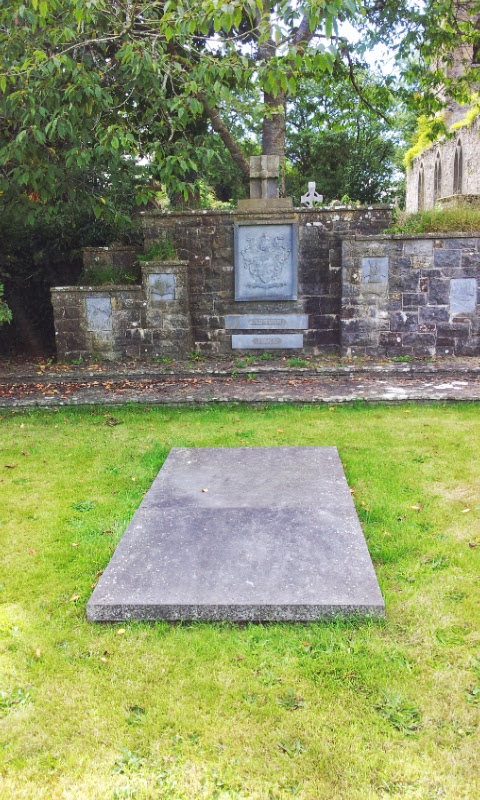
Graf van Adrian Carton de Wiart (2013)

Hij overleed in 1963 op 83-jarige leeftijd in Ierland en ligt begraven te Carrigadrohid (gehucht Killinardrish - Co. Cork) naast zijn vrouw Joan.

## Militaire loopbaan
- Second Lieutenant: 1901
- Lieutenant:
- Captain: februari 1910
- Tijdelijk Major: maart 1916
- Titulair Major: januari 1917
- Tijdelijk Lieutenant-Colonel: 18 juli 1916[1]
- Tijdelijk Brigadier-General: 12 januari 1917[1]
- Titulair Colonel: 27 juli 1920[1]
- Plaatselijk Major-General: 1 januari 1921[1]
- Colonel: 21 juni 1922 (gedateerd 27 juli 1920)[1]
- Teruggezet naar Colonel: 1 april 1923[1]
- Er werd verleend de ere-rang van Major-General: 19 december 1923[1]
- Plaatselijk Major-General: 28 november 1939[1]
- Tijdelijk Major-General: 28 november 1940[1]
- Waarnemend Lieutenant-General: 9 oktober 1944[1]
- War Substantive Major-General: 9 oktober 1944[1]
- Tijdelijk Lieutenant-General: 9 oktober 1944[1]
- Er werd verleend de ere-rang van Lieutenant-General: 3 oktober 1947[1]

## Onderscheidingen
- Victoria Cross op 2-3 juli 1916[2]
- Ridder Commandeur in de Orde van het Britse Rijk in 1945
- Lid in de Orde van het Bad
- Lid in de Orde van Sint-Michaël en Sint-George in juni 1918
- Lid in de Orde van Voorname Dienst in mei 1915
- Virtuti Militari (Polen)
- Officier in de Kroonorde (België) in 1917
- Oorlogskruis (België) in maart 1918

## Publicaties
- Happy Odyssey. The Memoirs of Lieutenant-General Sir Adrian Carton de Wiart, 1950